# Vladimir Hamițevici
Vladimir Hamițevici est un joueur d'échecs moldave né le 19 février 1991, grand maître international depuis 2017.
Au 1er août 2022, Hamițevici est le quatrième joueur moldave avec un classement Elo de 2 473 points.

## Biographie et carrière
Vladimir Hamițevici a remporté le  championnat de Moldavie en 2010 et 2018.
Vladimir Hamițevici a représenté la Moldavie lors de cinq olympiades : en 2010 et de 2014 à 2022 (il jouait au troisième échiquier en 2010, 2014, 2018 et 2022 et au quatrième échiquier en 2016) . En 2022, il marque 6 points sur 8 au troisième échiquier et l'équipe de Moldavie finit sixième de l'Olympiade d'échecs de 2022,  le meilleur résultat de la Moldavie dans cette compétition.
En 2015, il finit deuxième de l'open de Vandœuvre avec 7 points sur 9.
En 2017, il marqua 7 points sur 11 (39e-70e place ex æquo) au championnat d'Europe d'échecs individuel, réalisant sa troisième norme de grand maître international.